# Ekés

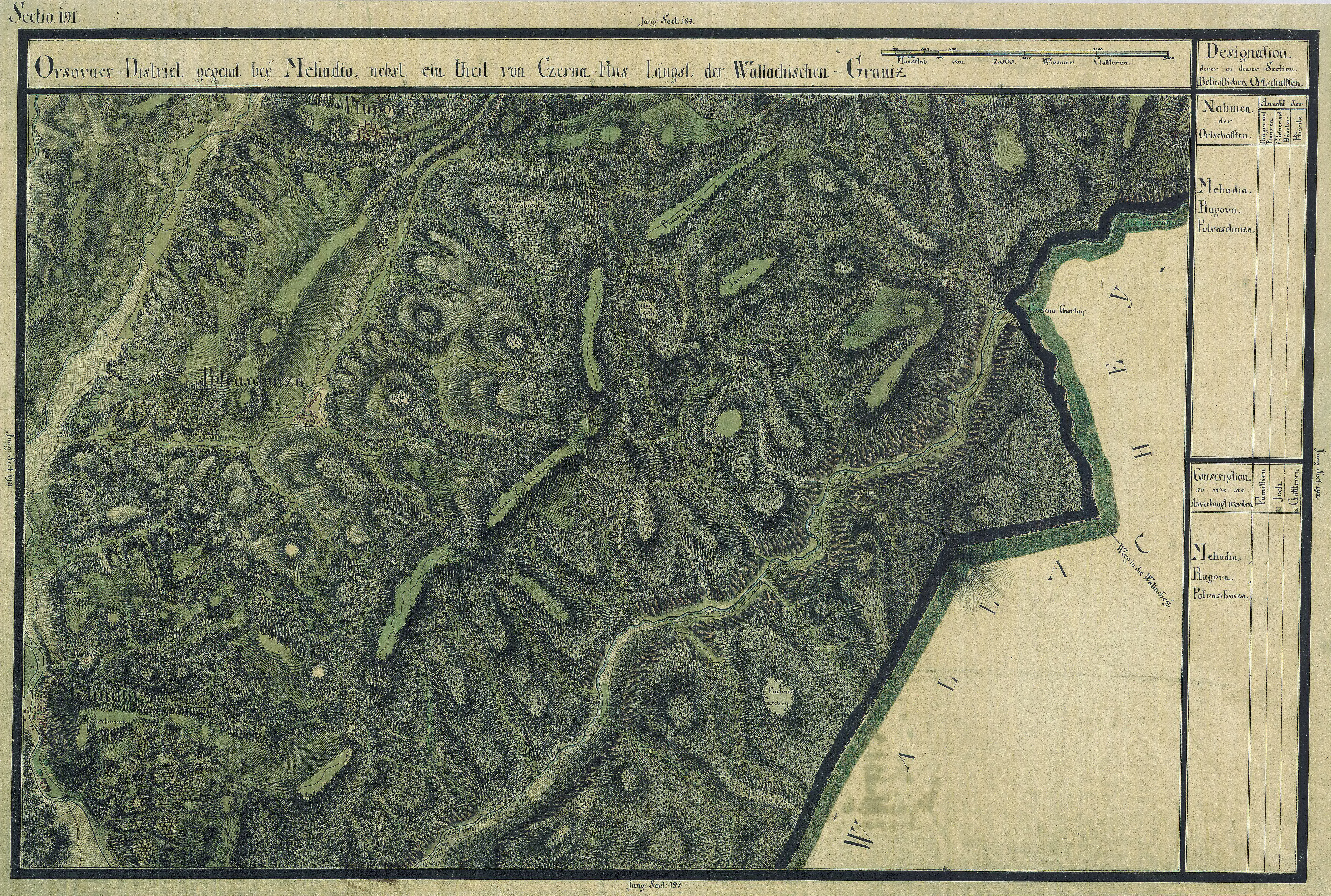
Ekés, Plugova egy régi térképen

Ekés románul: Plugova, falu Romániában, a Bánságban, Krassó-Szörény megyében.

## Fekvése
Herkulesfürdőtől északra fekvő település.

## Története
Plugova nevét 1439-ben említette először oklevél Plwgoua in districtu Myhald formában, mint a Csornaiak birtokát. 1439-ben Plugova, 1913-ban Ekés néven volt említve. 
1439-ben Albert király új adomány címén a miháldi kerületben fekvő Plugova, Csorna, Toplecz és más falvakban levő birtokába beiktatta Csornai Mihályt és Balázst. 1540-ben Simonfy István neje Borbála itteni részbirtokát vejének, Dorka Mátyásnak adta át. Az 1500-as évek közepén Berta Miklós és Ferenc, valamint Gámán György nejének Katalinnak részbirtoka, akik birtokaikon egyezkedtek. 1699-ben pedig már mint kincstári birtok szerepelt.
1690—1700 közötti összeírás szerint a mehádiai, 1717-ben pedig az orsovai kerülethez tartozott, 32 házzal. A katonai határőrvidék szervezése idején, az első 35 falu egyike volt, melyekből 1769-ben a zsupaneki zászlóalj alakult, majd az oláhbánsági határezred mehádiai századához tartozott.
1891-ben a Pallas Nagy Lexikona íra a településről: „Plugova, kisközség Krassó-Szörény vármegye orsovai járásában,  1057 oláh lakossal.”
A trianoni békeszerződés előtt Krassó-Szörény vármegye Orsovai járásához tartozott. 1910-ben 1295 lakosából 13 magyar, 1279 román volt. Ebből 1283 görög keleti ortodox volt.